# MUSIC JAPAN
『MUSIC JAPAN』（ミュージック ジャパン）は、NHK総合テレビジョンで2007年4月7日から2016年4月3日まで放送されていた音楽番組。通称MJ。

## 概要
2007年3月16日まで14年間にわたって放送された『POP JAM』を継承し、J-POPシーンを賑すアーティストのライブパフォーマンスを中心に構成。最新のヒットナンバーはもちろん、出演アーティストの懐かしの曲も披露した。また、期待の若手アーティストも登場した。場合によってはロックや、メタルのジャンルに属するアーティストも出演した。
タイトルに「JAPAN」とあるが、日本国外のアーティストが出演することもあった。
番組は全編にわたりハイビジョンで制作していた。
なお『POP JAM』から引き続き、ホームページにてポッドキャスティングも展開していた。また、本放送終了後NHKオンデマンドでも配信され、基本的には全編配信されるが、回によっては著作権・肖像権の関係で一部カットされ、通常の放送時間よりも短くなる場合があったほか、全編配信されない場合もあった。

### 番組の終了とその後
2016年4月3日をもって、番組は9年の歴史に幕を下ろした。なお、通常のレギュラー放送（NHKホールで公開収録された分）は3月14日（13日深夜）の放送で終了し、3月21日（20日深夜）より3週に亘りスペシャル番組を編成。4月3日放送の最終回は24:05 - 25:29の拡大版となり『MJ Presents BABYMETAL革命』と、総集編の2部構成で放送された。

#### MJの発展解消、『シブヤノオト』&『NAOMIの部屋』に分割
2016年4月以降、MJを発展的解消する形で『シブヤノオト』と『NAOMIの部屋』の2つの番組に分割、それらの番組に引き継がれることになった。『シブヤノオト』は本番組をほぼ踏襲した若者向け音楽番組として、4月24日より日曜夕方17:05 - 17:54枠で開始。一方の『NAOMIの〜』はコアなジャンルを取り上げる音楽番組として、4月30日（29日深夜）より土曜未明（金曜深夜）1:25 - 1:55の枠でスタート。いずれも月1回のペースで放送された。

#### 『うたコン』への継承
この他に、2016年3月に終了した、演歌・歌謡曲専門の『NHK歌謡コンサート』を発展させて同4月から開始された『うたコン』（原則として毎週火曜19:30-20:15、月1回程度は20:45まで拡大、または『五木先生の歌うSHOW学校』差し替え）においても、MJからの流れで邦楽歌手・演奏家をゲストに迎えて生演奏を行う。

## 収録
歌の場面はNHKホールでの収録が多かったが、NHKスタジオでの収録もあった。トークの場面はNHKスタジオでの収録がほとんどで、これはNHKホールでトークをすると観客の歓声により、トーク内容が視聴者に聞こえにくくなるためとされる。ただし、2014年の放送枠拡大からは回を重ねるごとにNHKホールでの楽曲披露の形態が増え、それと同時にNHKホールでトークを行うことも増え、またNHKホールの観客の歓声についても、演出の一環として逆にトーク場面で生かす方向になっていった。
なおNHKホールの収録については、当初は原則として月1回、月曜日に3週分を収録していたが、後に放送枠の拡大やNHKホールでの楽曲披露が増えたこともあり、隔週月曜日に2週分の収録となった。

## 編成

### 放送時間
2007年度
本放送／土曜日 0:40 - 1:10（金曜深夜）
再放送／日曜日 17:30 - 18:00
2008年度
金曜日 0:10 - 0:40（木曜深夜）
- この年新設された深夜放送枠『EYES』に編入とともに金曜深夜から木曜深夜へ移行、これまでの『爆笑オンエアバトル』と放送順序を入れ替え。つまり、木曜日の『きょうのニュース&スポーツ』に続けて放送されていた。

2009年度
日曜日 23:30 - 24:00
- EYES改編により日曜23時枠後半へ移動。

2010年度〜2012年度
日曜日 18:10 - 18:40。NHKニュースの後に続けて放送されていたため、大きな事件・事故等が生じてニュースの時間が延長した場合または大相撲中継が延長しニュースの開始時刻が遅れる場合は、遅くとも18:15 - 18:45に繰り下がることがあった。
- 番組4年目にして本放送が夕方枠に移動。これにより『ヤングスタジオ101』以来22年ぶりに若者向け音楽番組が日曜18時台に復帰することになった。この動きを見たBS2（現：BSプレミアム）は長らくこの時間帯に放送されていた『ザ少年倶楽部』を金曜18時台に移している（2012年度に水曜日20時台へ再移動）。また、この枠に移動してから生放送SPも度々放送された。

2013年度
木曜日 22:55 - 23:20。
- 番組7年目で放送曜日が木曜日の22:55（23時のNHK）枠 に移動、放送時間も5分短縮された。後番組としてそれまで土曜日の同時間帯に放送していた『NHK海外ネットワーク』が3年ぶりに日曜の同時間帯に戻り、さらに担当も青井実アナウンサーから吉田一貴アナウンサーになり、跡を継ぐことになった。

2014年度 - 2015年度
月曜日 0:10 - 0:50（日曜深夜）
- 番組8年目で放送曜日が月曜日の0:10枠 に移動、放送時間も15分拡大された。さらに担当も吉田からユースケ・サンタマリアになり、跡を継ぐことになった。
- 直前番組として、月曜日の0:05 - 0:10（日曜深夜）に『MJ 5minutes』（Perfume・ユースケの3分トーク、当日出演するアーティスト紹介）が放送されていた。
- 番組最末期となる2016年2月22日（21日深夜）以降は『MJ 5minutes』を廃止、5分拡大で0:05 - 0:50の放送となっている。

### 特別番組などに伴う変更・休止について
- 原則として毎年8月の夏休み特番編成時、12月後半から1月前半の年末年始特番編成時、3月の年度末特番編成時には放送休止となる。例外として緊急ニュース、災害対策基本法や公職選挙法等のの規定による報道体制、特集番組などによっても放送時間変更や休止の場合がある。
- 深夜枠時代には、毎年6月末および7月第1週はウィンブルドンテニスの中継のため、放送が休止となっていた。
- 夕方枠について、前番組『NHK海外ネットワーク』では1月第3日曜日には中国地方のみ『天皇盃全国都道府県対抗男子駅伝競走大会』のハイライト番組に差し替えられ、番組返上となっていたが、本番組については2011年1月23日放送分を広島局のみの差し替えに縮小し、1月29日（土）16:15からの遅れ放送で対応した。
- 2011年3月13日と20日は、11日の東北地方太平洋沖地震（東日本大震災）及び東京電力・福島第一原子力発電所での事故発生に伴って敷かれた非常時特別報道体制により、震災関連ニュースを編成のため2週にわたり中止となったため、13日放送分は2週遅れの27日の18:16 - 18:45の枠で放送された[注 14]。
- 2011年4月3日、10日の2週のみ、6時のニュースが5分延長されたため18:15 - 18:45の枠で放送し、17日以降は通常編成（18:10 - 18:40）に復帰している（東北地方での編成についてはこちらを参照）。
- 2012年9月30日は台風17号関連のニュースにより放送休止となったため、同日放送分は10月6日の15:05 - 15:35の枠で放送された。
- 2013年3月3日は『クイズ 100人力』（17:30 - 18:45）を放送するため、放送休止。
- 2013年7月4日は、同日に公示された第23回参議院議員通常選挙に関連した選挙特番『参院選2013比例代表 各党の候補は』（22:55 - 23:12）を放送するため、翌週の7月11日の通常の放送時間（22:55 - 23:20）に放送を延期する予定だったが、公職選挙法の規定による政見放送（22:55 - 23:45）の放送のため、さらに翌12日の深夜（3:25 - 3:50）に大幅に時間を繰り下げて放送され、翌週の7月18日も7月11日放送分と同様の理由で翌19日の同じ時間に放送された。
- 2013年9月26日はこの日東北楽天ゴールデンイーグルスがパ・リーグ初優勝を決めた事から東北地方のみ『見せた!東北の“底力”初優勝 楽天イーグルス』に差し替えられ、同日放送分については東北地方のみ28日（土）23:30 - 23:55の枠で放送。
- 2014年1月30日は関東地方のみ『東京都知事選挙候補者 経歴・政見放送』（22:55 - 23:21）を放送するため、翌31日の深夜（2:00 - 2:25）に遅れて放送された。関東以外では政見放送が編成されないため、東京からの裏送りで通常通り放送された。

### 東日本大震災に伴う東北地方での編成への影響
2011年3月11日に発生した東北地方太平洋沖地震（東日本大震災）及び東京電力・福島第一原子力発電所での事故により、前述の通り3月13日と20日の放送が災害対策基本法による非常時特別報道体制のため休止になったのみならず、被災地となった東北地方では被災の3県（岩手県・宮城県・福島県）のみならず6県全県で3月27日以降も引き続き震災関連のニュースのため放送休止となり、以降この状態は4月10日まで続いた。
しかし、3月27日から4月10日までの3回のレギュラー未放送分に加えて4月2日放送の特番『MUSIC JAPAN SPECIAL 2011 春まつり』も、東北地方で放送されるのにはかなりの時間を有し、それから1ヶ月程後の5月9日 0:10 - 2:55（日曜深夜）に東北ローカルで未放送の特番と3回のレギュラー放送を立て続けに放送する事で収拾が図られた。

## 出演者

### MC
当初は「ナビゲーター」の肩書きが用いられていたが、2014年度以降はMCの肩書きが用いられるようになった。
- 関根麻里（初回 - 2011年4月3日）
- Perfume（2009年4月 - 最終回）[注 16]
- 青井実（当時NHKアナウンサー、2010年4月 - 2013年3月）[注 17]
- 吉田一貴（NHKアナウンサー、2013年4月 - 2014年3月）[6]
- ユースケ・サンタマリア（2014年4月 - 最終回）
- 水樹奈々（最終回）

#### Perfume不在時の代理MC
NHKホール収録主体の内容となった2014年からは、Perfumeが全国ツアーや海外ツアーにより公開収録に出演できない場合、2 - 3名の代理MC（うち1名はNHKアナウンサー）を置くようになった。
- 青井実、水樹奈々[注 18]（2014年10月13日・20日）
- 吉田一貴、ハリセンボン（近藤春菜・箕輪はるか）（2014年11月24日・12月1日）
- 渡邉佐和子（NHKアナウンサー）、遊助（2015年6月29日・7月6日）
- 本田翼[注 19]、ロッチ（中岡創一・コカドケンタロウ）（2015年10月11日・10月18日）

### ナレーション
- 松本まりか（「POP JAM」から継続、初回 - 2009年3月）
- 水樹奈々（2009年4月 - 2016年3月）[注 20]
- 浪川大輔（新世紀アニソンSP1のみ）
- 諏訪部順一（新世紀アニソンSP2のみ）
- 杉田智和（新世紀アニソンSP3のみ）
- 小野大輔（新世紀アニソンSP4のみ）
- 久保田祐佳（NHKアナウンサー、2014年6月30日。水樹の体調不良に伴う代役）

## スタッフ
2014年4月現在
- 技術：菅谷将信
- 撮影：伊藤毅
- 音声：中井レイ
- 照明：松尾都栄
- 音響効果：浦真一郎
- 編集：齋藤公亮
- 美術：多田至
- プロデューサー：茂山圭司
- 制作統括：大西健太郎
- 演出：竹中聰子
- 制作著作：NHK

### 過去のスタッフ
- 技術：豊島隆二
- 撮影：桑垣徳志
- 音声：蓮江哲也
- 映像：藤沼勇人
- 照明：児玉有美子
- 音響効果：川口真平
- 美術：山口高志、市原寛教、清絵里子
- プロデューサー：大久保寿一→石原真
- 制作統括：石原真→佐渡岳利→石原真
- 演出：大芝孝一→太田千賀

## トークスタイル
- 『POP JAM』末期からの継承としてMJではあえて司会者を設定せずナビゲーターという形式をとり、トークはスタジオで出演アーティストのうちの数組と対談形式で行ったが、2010年度以降はアーティスト以外のゲストを交えてのレクリエーション企画も行われるようになった。その結果、レギュラー出演者の「ナビゲーター」の肩書きは自然消滅して事実上司会者として扱われるようになり、2014年度のユースケ就任時点では「MC」表記となった。2013年度までのNHKホール収録の司会は各回とも、NHKの若手アナウンサー1名が担当したが、番組には出演しなかった[注 21]。
- 関根、Perfumeとトークを行わないアーティストが登場する場合は別セットの前に立ったアーティスト1組がビデオカメラの前で曲前トーク（挨拶→意気込み→曲紹介）を30秒ほど行っていた[注 22]。
番組開始当初から2年間は周りを全面黄金色の飾りに囲まれただけのセット（通称「黄金ルーム」[7]）だったが、2009年4月5日放送よりメインMCセットと同様番組のテーマカラーである赤と白を基調にしたセットに変更され、1年間使用された。
2010年4月11日放送からはテーマカラー変更とともにメインMCセットを一新。ピンクと萌黄色を基調にしたセットとなり、タイルの一部に「MJ」のロゴが入っている。
- 放送枠が拡大された2014年度からは、ユースケとPerfumeが常時NHKホールでの収録に参加。オープニングではユースケの「日曜夜は!」の呼びかけに対し、観客が「MUSIC JAPAN!!」と叫んで番組がスタートするようになった（省略してナレーションの水樹が呼ぶ場合もある）。以前のスタジオでの企画も存続していたが、回によってはNHKホールの壇上で出演アーティストとのトークやレクリエーション企画を行うケースも度々見られるようになった。

## 番組の歴史・出来事

### 深夜枠時代

#### 2007年度（金曜深夜）
2007年
- 04月06日 - 「POP JAM」に代わって放送開始。ナビゲーターに関根麻里。1曲目はmihimaru GTの「パンキッシュ☆」。
- 04月20日 - 1曲目の安室奈美恵「FUNKY TOWN」の映像は『ポップジャム』最終回スペシャルの「ポップジャムリプライズ」でオンエアされたものだがもう一度見たいというファンの声が多かったため、再度オンエアとなった。
- 04月27日 - モーニング娘。は初登場にして、当時リーダーだった吉澤ひとみのメンバーとしての最後の出演となった[注 23]。
- 05月04日 - ルー大柴がルー大柴&仁井山という形でNHK音楽番組にアーティストとして初登場、「MOTTAINAI〜もったいない〜」（『みんなのうた』で放送）を熱唱した[注 24]。
- 05月11日 - おぎやはぎがつんく♂プロデュースのユニット「ビンゴーレ〜ボンゴレ」として登場。
- 06月01日 - KONISHIKIが登場し、スタジオでミッキーマウスやミニーマウスらディズニーキャラクターと一緒に「アロハ・エ・コモ・マイ」を熱唱。
- 09月から11月にかけて『関口知宏の中国鉄道大紀行日めくり版』が『きょうのニュース&スポーツ』に続けて放送されたため、放送時間が10分繰り下げ（24:50 - 25:20）となった[注 25]。
- 10月05日 - ビリー・ブランクスがスタジオに登場、「BOOM BOOM WONDERLAND」を熱唱するとともにビリーズブートキャンプを披露。
- 10月12日 - おしりかじり虫がNHKホールに登場（11月16日にも出演）。
- 11月23日 - ディラン&キャサリン（なだぎ武・友近）が登場、「フンダリーケッタリー」を披露。

2008年
- 01月11日 - 全編にわたり浅井健一特集。浅井は「DEVIL」ほか全6曲を熱唱。VTRコメントで照井利幸、中村達也、UA、椎名林檎が登場[注 26]。
- 01月18日 - 藤岡藤巻と大橋のぞみがユニットとしてテレビ音楽番組に初登場。「崖の上のポニョ」をスタジオで熱唱。
- 01月25日 - 安倍なつみと矢島舞美（℃-ute）のユニットが登場。
- 03月28日に放送予定だった『MUSIC JAPAN春スペシャル』は当日 23:40 - 2:00に「NHK平成20年度予算審議」の録画中継（放送時間延長の場合あり）の関係で変更となり、翌3月29日 17:00 - 17:50に振替放送された（ちなみに再放送は3月31日 1:15 - 2:05）。

#### 2008年度（木曜EYES）
2008年
- 04月10日 - 6月に活動終了を控えた美勇伝が番組初出演にして最後の出演。MJランキングで彼女達のこれまでの歴代ヒットシングル5曲を紹介したほか、ラストシングル「なんにも言わずに I LOVE YOU」をテレビ初披露。
- 05月1日 - 黒人演歌歌手のジェロが番組初登場、デビュー曲「海雪」をスタジオで熱唱。本番組における演歌系アーティストの出演は初となる。
- 05月8日 - ゲストの東方神起とのトークに、MJナビゲーター関根麻里の父親であり彼らのファンだという関根勤がスペシャルナビゲーターとして登場。
- 05月22日 - ラクダとカッパ（クリス松村、アンガールズ山根）が登場。関根とトークしたほか、デビュー曲「ラクダになるぞ」を披露した。
- 06月12日 - 羞恥心（つるの剛士・上地雄輔・野久保直樹）が番組初登場。大ヒットを記録したデビューシングル「羞恥心」をNHKホールで熱唱したほか、スタジオで関根とトークを展開。なお、彼らは翌週6月19日にも出演、2ndシングル「泣かないで」を披露した。
- 09月11日 - 森山直太朗が、一部のコンビニ店舗での放送自粛などで話題となった最新曲「生きてることが辛いなら」をフルコーラスで披露。番組では当日「今、時代に問いかける歌」の1曲として紹介された。ちなみにこの時、関根とのスタジオトークではなく、番組プロデューサーの石原真自ら森山にインタビューを行った。
- 10月30日 - Pabo（里田まい・スザンヌ・木下優樹菜）と羞恥心の合同ユニットアラジンが出演。「陽は、また昇る」に加えて羞恥心はコンピレーション・アルバム『WE LOVE ヘキサゴン』に収録されている「我が敵は我にあり」を歌った。加えてスタジオでライブの観客を交えてトークを行った[注 27]。

2009年
- 01月22日 - 大橋のぞみがユニットから離れ初の単独出演。「ノンちゃん雲に乗る」を歌う。
- 02月05日 - 声優の水樹奈々がこのMJに初登場し、「深愛」を歌った。本番組への声優の出演は初。水樹は同年4月から、この番組のナレーションをレギュラーで担当するようになった。
- 03月 - 2009年度よりPerfumeが司会を務めることが発表される[8]。

#### 2009年度（日曜23時台）
2009年
- 04月05日 - Perfumeが新MCとして登場[9]。この日の放送より、メインのトークセットを一新。関根とPerfumeがゲストを迎えてトークするために半円形テーブルが新たに設置された。初回ゲストはトータス松本。また別トークセットも黄金ルームから新しい物に変更された。
- 04月26日より、Perfumeが振り付けについて解説する新企画「MJダンス部」がスタート。この企画では毎回Perfumeのメンバー（西脇綾香=通称「あ〜ちゃん」、大本彩乃=通称「のっち」、樫野有香=通称「かしゆか」）から各1名が交代でPerfumeの楽曲の振り付けを指導する。
- 05月10日 - 5月2日に死去した忌野清志郎の追悼特別番組『愛しあってるかい?〜キング・オブ・ロック 忌野清志郎〜』（23:30 - 24:19）を放送した関係で、MJは50分遅れの24:20（5月11日未明0:20）からのスタートとなった。
- 06月14日 - 世界のナベアツ率いる竹馬アイドルグループ・紫SHIKIBUがMJ初登場。新曲「イヲピにかえて」を熱唱。また、遊助も出演し新曲「たんぽぽ」を羽織袴姿で熱唱したほか、Perfumeとトーク。また『クイズ!ヘキサゴンII』から飛び出したユニット2組（南明奈のスーパーマイルドセブン、里田まいwith合田家族）もトークセットに登場。プロデューサーのカシアス島田もVTRでメッセージを寄せた[注 28]。
- 07月26日 - Mr.マリックが自身の愛娘でR&BシンガーのLUNAの応援ゲストとして登場。スタジオでPerfumeらの前でマジックを披露する。また、DA PUMPが9人となって初のテレビ出演、最新曲「SUMMER RIDER」を披露した。

2010年
- 02月14日 - バレンタインデーと、この年開催されたバンクーバー冬季オリンピックにちなみ「オリンピック&バレンタインSP」と銘打って15分の拡大版で放送。NHKで過去に放送された夏季・冬季オリンピック中継のテーマ曲を特集し、L'Arc〜en〜Cielがバンクーバー五輪中継のテーマ曲「BLESS」を披露した。
- 02月28日放送の『MJ PRESENTS東京事変』は、チリ地震による津波警報関連のニュースのため、MJ放送枠の23:30 - 24:00の放送予定を、1時間40分遅れの25:10 - 25:40（3月1日 1:10 - 1:40）に変更となった[注 29]。また、同日の2月28日 24:55 - 26:25（3月1日 0:55 - 2:25）に放送する予定だった『新世紀アニソンSP2完全版』も同様の理由で、放送日が3月8日 26:25〜27:55（3月9日 2:25 - 3:55）に変更となった。
- 03月28日 - 深夜枠時代最後の放送となったこの回は、かつて前番組『ポップジャム』の司会をしていたT.M.Revolutionが久々のNHKホール登場。最新曲「Imaginary Ark」を披露。
この時間帯の最後を飾るにしては、出演者が如何にも異色だった。まず関西の人気番組『ちちんぷいぷい』（毎日放送）発のユニット、おいしいうたファミリーがNHK全国放送に初出演、「明日の空」を披露した。さらにSKE48をはじめ、キノコホテル、HiGE、神聖かまってちゃんと初登場組がズラリ。
番組終盤では、いつものPJトークセットを関根とPerfumeが掃除する場面があり、また、青い作業服を着た青井実アナウンサー[注 30] が登場。次週から夕方6時10分へ引っ越しする旨を発表。さらに、満員のNHKホールで、新司会の青井アナを加えたMC陣が移動初回は生放送（後述）をすることを発表した。

### 日曜夕方枠時代

#### 2010年度
2010年
- 04月04日 - 日曜夕方18時枠へ移動。同枠最初の放送は、NHK・CT-101スタジオからの生放送スペシャルで、番組冒頭で関根と青井アナがNHK放送センター前から登場。この日はPerfume、大塚愛、NYC、AKB48、UVERworldが最新曲を披露。
- 04月18日 - 「ネオ・ビジュアル系 春爛漫の宴2010」と題して、ビジュアル系ロックバンド8組が一挙出演した。
- 05月23日 - 岡本真夜が初登場で話題になった「そのままの君でいて」を歌った。
- 05月30日 - 「アイドル大集合スペシャル!」と題して、AKB48、モーニング娘。、アイドリング!!!、スマイレージ、東京女子流、バニラビーンズ、ももいろクローバーといったアイドルグループ7組総勢59人がコラボした。
- 06月13日 - 同日及び翌週の通常枠が2010 FIFAワールドカップに伴う特別編成で休止となる代替として、2度目となる生放送スペシャルを17:15〜17:58に放送。坂本冬美と水樹奈々がコラボして「また君に恋してる」を歌った。その他阿部真央、加藤ミリヤ、キマグレン、TUBE、つるの剛士、Perfume、Hilcrhymeがライブを行った。
- 06月27日 - 渡り廊下走り隊の5人がNHK放送センター内を探検。売店、音楽資料室、渡り廊下、食堂を見て歩いた。
- 07月11日 - 生放送スペシャル第3弾。AKB48、FTISLAND、クレイジーケンバンド、倖田來未、ザ!!トラベラーズplusの5組が出演。なお、この週より3週間、18時台の相撲番組緊急編成に伴う措置として、放送時間が40分繰り上げて放送された（17:30-17:59）[注 4]。
- 07月18日 - MCの関根、Perfume、青井をはじめとして、SKE48、後藤真希、スキマスイッチ、moumoonが、親睦を深めるべく、NHK放送センタービル屋上で流しそうめんを開催。また、ベッキー♪#が夏バテ防止のためヨガに挑戦した。この他、前週に引き続きクレイジーケンバンドが出演し、西友のCM曲である『1107（イイオンナ）』を熱唱した。
- 07月25日 - 川島海荷が「Umika as Yamako」として出演、広末涼子のデビュー曲だった『MajiでKoiする5秒前』を披露。これは川島主演の映画『私の優しくない先輩』公開の一環で、バックダンサーとして川島の友人役が特別参加した。
- 08月15日、22日 - 『MJ夏祭り』と題して、NHKCT-101スタジオに夏祭り会場を再現。関根、青井、Perfumeらが浴衣姿で登場。AKB48、AAA、中川翔子、北乃きい、スマイレージ、近藤夏子、西川貴教（T.M.Revolution）ら総勢46名が出店などを楽しんだ。北乃は綿菓子作りにも挑戦。
- 09月26日 - 冒頭から松下奈緒が出演。自らヒロインを務め、前日最終回を放送した連続テレビ小説「ゲゲゲの女房」についての秘話を語った。スタジオでは水木しげる作品に登場する妖怪についてもトークした。松下は主題歌「ありがとう」のピアノ演奏を披露。ほか、クレモンティーヌが「バカボンメドレー」を披露。また、歌手活動最後のテレビ出演となる愛内里菜が、現在の心境を告白、最新曲「HANABI」を披露。
- 10月10日、10月17日 - 『MJ大運動会』をCT-101スタジオで開催、2週にわたって放送。AKB48、スマイレージ、SCANDAL、jealkbが各種競技に挑戦。総合結果はSCANDALの優勝で終わった。
- 10月24日 - この日出演予定だった中島美嘉が耳の病気により、出演を辞退。
- 11月28日 - タッキー&翼がプロによる指導でパターに挑戦、二人でパター対決を行った。また栗山千明、谷村奈南、モーニング娘。はドライバーで対決を行った。
- 12月12日 - スタジオにウルトラヒーロー7戦士（ウルトラマンゼロと、ウルトラ6兄弟（ゾフィー、ウルトラマン、セブン、ジャック、A、タロウ））が登場し、AKB48とじゃんけん対決を行った。これは2010年12月より公開の劇場映画『ウルトラマンゼロ THE MOVIE 超決戦!ベリアル銀河帝国』の一環によるもので、悪のウルトラマンであるカイザーベリアルがいきなりスタジオに出現しAKB48を襲撃するも、なぜかgirl next door（以下GND）には握手をするなど親密にしていたり（これはGNDが同映画の主題歌を歌っていることにも起因する）、またウルトラ7戦士が登場してバトルになるとPerfumeになだめられたりしていた[10]。

2011年
- 01月30日 - KAT-TUNが最新曲『ULTIMATE WHEELS』にちなみ、縦列駐車対決に挑戦。中丸雄一が優勝。
- 02月27日 - NYCが吹き矢対決に挑戦した。ちなみに山田涼介の勝利。
- 03月6日、27日 - 人気女性アイドル5組、計34人（ノースリーブス、Not yet、ももいろクローバー、bump.y、SUPER☆GiRLS）がスタジオに大集合した。
  - 6日の放送では、ノースリーブスとNot yetが、ゲストの横山ホットブラザーズと一緒にミュージックソー（のこぎり型の楽器）を使った演奏に挑戦。また、CHEMISTRYがダンディGOのテーブルクロス引き芸に挑戦した。
  - 27日の放送では、紙切り芸の林家二楽が紙切りを披露、さらに出演者全員で紙切りに挑戦した。また、SUPER☆GiRLSが披露した『がんばって 青春』では歌詞の「がんばって」のフレーズが何回出るかのカウント表示がなされた[注 31]。さらに、アニメ『スイートプリキュア♪』の主題歌を歌う工藤真由と池田彩がそれぞれ出演。キュアメロディとキュアリズムのぬいぐるみと共演し、工藤がオープニングテーマ『ラ♪ラ♪ラ♪スイートプリキュア♪』、池田がエンディングテーマ『ワンダフル↑パワフル↑ミュージック!!』をそれぞれ歌った。なお、同日放送では冒頭で青井、関根、Perfumeが東日本大震災の被災地、被災者へのお見舞いの言葉を述べた（当初13日放送予定が休止となったため、冒頭の被災者へのお見舞いは関根卒業の回（後述）収録時に追加収録された）。当日は18時のNHKニュースが5分拡大のため18:15開始予定だったがニュースが1分延長のため18:16からとなった（東北地方ではそれ以降も4月10日まで休止、延期となった）。

#### 2011年度
2011年
- 04月03日 - 主にこれまでの総集編のほか、PerfumeがSDN48の楽屋を訪問するコーナーを放送。なお、この日の放送を以て第1回放送からナビゲーターを務めた関根麻里が卒業した[注 32]。当初、この回が2010年度最後の放送となる予定だった。
- 04月10日 - AKB48が配信限定によるチャリティー曲『誰かのために -What can I do for someone?-』を歌い、スタジオでは節電についてトークした。また、モーニング娘。が新メンバーとともに登場し、最新曲『まじですかスカ!』を披露。この他、北乃きいが『サクラサク』を熱唱したほか、D-BOYSのメンバーによるユニットD☆DATEが登場。当番組のナレーションを務める水樹奈々も最新曲を披露した。
- 04月17日 - 前週に引き続きAKB48が節電についてトーク。前年の大ヒット曲『Beginner』を選抜メンバー全員によるフルバージョンで披露した（1月31日にNHKホールで収録）。また、東日本大震災で被災した福島県の出身者によるバンド、猪苗代湖ズ[注 33] が出演し、同県のために作った応援歌『I love you & I need you ふくしま』を熱唱。演奏中は同県内3地域（浜通り、中通り、会津地方）の映像も流れた。この他にTHE ALFEEが最新曲『Let It Go』、SCANDALが映画『豆富小僧』の主題歌『ハルカ』を披露した。
- 04月24日 - 東北出身で仙台市で結成されたバンド、カラーボトルが、東日本大震災で被災した宮城県山元町（メンバーの一人、大川 "Z" 純司の出身地）を訪れたほか、メンバーが被災地を回り歌を届ける様子を紹介。またスタジオでは『情熱のうた』を披露。瓦礫の街を走る車中で故郷を想うメンバーの映像も流れた。この他、前年秋から体調不良により休養していた中島美嘉が久しぶりに登場、最新曲『Dear』を披露。さらにコブクロ、スマイレージ、ユニコーンが出演した。
- 05月01日 - flumpoolが、東日本大震災で被災した仙台市の中学校を訪問。NHK全国学校音楽コンクール（Nコン）中学校の部の課題曲『証』を歌う彼らが、被災した中学校の生徒から届いたメールをもとに学校を訪ね、その様子を紹介。また、スタジオではオリジナル版の『証』を披露した。この他には、BREAKERZが柏木由紀（AKB48）やPerfumeとともに折り紙作りに挑戦。水樹奈々らも最新曲を披露した。
- 05月29日 - AKB48のメンバーが『「誰かのために」プロジェクト』の一環として東日本大震災の被災地を初めて訪れ、岩手県大槌町と山田町でそれぞれミニライブ等を行う模様を放送。参加メンバーは大島優子、柏木由紀、篠田麻里子、横山由依（以上AKB48。大島、篠田は当時）、松井玲奈（SKE48）、山本彩（NMB48）の6名。スタジオでは玉木宏にAKB48があれこれ質問する企画が行われた。玉木はレコード会社移籍初となるシングル曲『FREE』をスタジオライブで披露。またSKE48は『バンザイVenus』を披露した。なおAKB48はVTRとスタジオトークのみで歌なしだった。
- 06月5日、12日 - 郷ひろみが2週連続で出演。5日は『サラリーマンNEO season6』の主題歌『笑顔にカンパイ!』を、12日は1984年のヒット曲『2億4千万の瞳〜エキゾチック・ジャパン〜』をそれぞれ熱唱した。
- 07月24日 - この日正午にアナログ放送が終了し、デジタル完全移行[注 34] 後最初の放送となったこの回は、NMB48が初登場。デビューシングル曲『絶滅黒髪少女』を熱唱した。また平原綾香は連続テレビ小説『おひさま』の主題歌『おひさま〜大切なあなたへ』をテレビ初披露。これ以降、民放ラジオでも解禁され各局でヘヴィー・ローテーションになる。
- 07月31日 - フジテレビ系ドラマ『マルモのおきて』でブレイクしたユニット、薫と友樹、たまにムック。（芦田愛菜、鈴木福）が『マル・マル・モリ・モリ!』を振りつけ付きで披露。この他、5人となった新生ももいろクローバーZは最新曲『Z伝説 〜終わりなき革命〜』を、渡り廊下走り隊7は『へたっぴウィンク』をそれぞれ披露した。
- 08月14日 - この回は『MJなつやすみ☆こどもスペシャル』と題して、香取慎吾（SMAP）がメインを務め、芦田愛菜、鈴木福、加藤清史郎、大橋のぞみら子役が多数スタジオに集結。遊園地を模したセットで歌や特技などを披露。芦田と鈴木は『マル・マル・モリ・モリ!』、大橋は『パンダのゆめ』を披露。加藤は自身が出演している映画『忍たま乱太郎』の主人公・乱太郎に扮し『勇気100%』（NYC）に乗せてダンスを披露。また、鈴木が2歳の頃に出演経験がある『いないいないばあっ!』からワンワンがゲスト出演し『ぐるぐるどっか〜ん!』を踊った。香取も随所に両さんとして登場し、最後は香取主演の映画『こちら葛飾区亀有公園前派出所 THE MOVIE 〜勝どき橋を封鎖せよ!〜』の主題歌『三百六十五歩のマーチ』を熱唱して幕を閉じた。なお、SMAPのメンバーが当番組に出演したのはこの回で初となった。
- 09月04日 - モデルの益若つばさがMilky Bunnyとして出演したほか、俳優の城田優が「U」として音楽番組初出演。
- 09月11日 - 東日本大震災から半年となるこの日は、AKB48のメンバーが被災地（宮城県亘理町、山元町）を訪問する模様を放送（メンバーは宮澤佐江、指原莉乃（当時、現HKT48）、高城亜樹、倉持明日香、SKE48から秦佐和子ら）。また、flumpoolが震災で延期した仙台市での公演に、前回訪問した中学校の吹奏楽部を招待する様子も放送された。さらにスタジオでは『証』を披露した。
この他、モーニング娘。がラテ・アートに挑戦。また、最新曲『この地球の平和を本気で願ってるんだよ!』を披露。なお、メンバーの高橋愛は卒業のため、これが最後の出演となった。この他、植村花菜、KREVA、AAAが出演した。
- 09月18日 - 『MJ×EXILE』と題して、EXILEの魅力を余すところなく紹介した。
- 10月02日 - 冒頭はAKB48メンバーの被災地訪問（宮城県気仙沼市。メンバーは前田敦子（初参加）、柏木由紀ら）を紹介。この他、東方神起がスタジオでPerfumeや青井アナとともに動物の鳴き声当てクイズに挑戦した。

2012年
- 03月11日 - 東日本大震災一周年記念特別編成のため休止。前日の10日、代替の「震災から1年 明日へコンサート」を放送。
- 03月29日 - 参議院総務委員会にて、参議院議員（比例区）の片山さつきが、「NHKのミュージックジャパンという番組では過去1年間、出演者の韓国人タレント占有率が36％。（略）このあたりはどういう基準でやっておられるのか」とNHK会長に質問[11]。ところが、この36％という数字が誤りであるとネット上で指摘され、ニュースサイト『アサ芸プラス』が調査したところ実際は約11％だったことが判った[12]。（片山さつき#主張・発言）

#### 2012年度
2012年
- 04月01日 - 冒頭は前田敦子（当時AKB48）のAKB卒業声明、「明日へ -支えあおう-」テーマ曲「花は咲く」を紹介。AKB48と乃木坂46が登場。本家で長調の「会いたかった」と、短調の「会いたかったかもしれない」が連続で披露された
- 09月30日 - 台風特番による放送中止。収録分は10月6日（土曜日）に放送した。

### 2013年度（木曜23時台）
- 2013年4月 - 放送時間を木曜23時台へ移動（22:55 - 23:20。5分短縮）。
- 2014年1月16日 - 「ONE DIRECTIONスペシャル」を放送。

### 日曜深夜枠時代

#### 2014年度
2014年
- 04月07日 - この日の放送から日曜日深夜（月曜日午前）、番組史上最長となる40分に拡大。新司会者としてユースケ・サンタマリアが登場[13]、Perfumeとともに進行を務める。
- 10月27日、11月3日 - 千葉県浦安市の舞浜アンフィシアターで公開収録された回を2週に亘って放送。
- 11月17日 - 無期限活動休止に入るBerryz工房が最後の出演。「永遠（とわ）の歌」を披露した。

#### 2015年度
2015年
- 06月08日（7日深夜） - この日の放送終了直後の0:49 - 0:55に『MJ loves Nコン』と題したミニ特番が放送され、SEKAI NO OWARIが「プレゼント」（「中学校の部」の課題曲）のオリジナルバージョンを披露した。
- 06月29日（28日深夜） - Perfumeがお休みのため、遊助がユースケとともに「Wユースケ」として司会を務めた。この日はゲスの極み乙女。とindigo la Endの2組（ともに川谷絵音が在籍）が登場した。この他、Kiroroと仲宗根泉（HY）によるユニット、さんごが初登場し「いのちのリレー」を披露した[注 35]。
- 12月 - 2016年3月をもって番組終了することが報道された。

2016年
- 02月22日（21日深夜） - この日より『MJ 5minutes』をやめ、5分拡大版で放送（当日のゲストはAKB48、ももいろクローバーZなど）。
- 03月14日（13日深夜） - この日の放送をもって、NHKホールからのMJレギュラー版最終放送。最終歌唱アーティストは乃木坂46で「ハルジオンが咲く頃」を披露。
- 04月04日（3日深夜） 0:05 - 1:30の拡大版で『MJ SPECIAL NIGHT』と題した最終回スペシャルを放送。MCはユースケとPerfume、水樹が担当。第1部（0:05 - 0:45）はBABYMETALに密着した「MJ presents BABYMETAL革命〜少女たちは世界と戦う〜」を放送。続く第2部（0:45 - 1:30）は、無観客のNHKホールからユースケ、Perfume、水樹がMJ9年間の軌跡を振り返る総集編スペシャルを放送。9年間に出演したアーティストのライブパフォーマンスや楽屋訪問などの様々な企画を振り返ったほか、NHKホールのステージからPerfumeが最新曲「FLASH」、水樹が「Exterminate」「深愛」のメドレーをそれぞれ披露した。エンディングは番組最終楽曲としてPerfumeが「エレクトロ・ワールド」を披露、最後のコメントの後、ユースケの「日曜夜は、MUSIC JAPAN!。またね〜!」で締め、番組9年の歴史に幕[14]。

## 主なコーナー
- MJ HEAD LINE

最新の音楽関連のイベントや人気・注目アーティストのライブを紹介する。番組前期〜末期。
- MJ SPECIAL

毎回1組のアーティストに焦点を当て、アーティストの秘蔵映像やインタビューを送るほか、最新ライブを披露するコーナー。番組初期。
- AKA-maru

注目の若手アーティスト1組を毎回紹介。番組初期。
- live in shibuya（不定期）

前番組『POP JAM』からの継続で、これも番組初期。渋谷で行われているライブを紹介するコーナー。
- MJランキング

毎回異なるテーマで1-5位の楽曲ランキングを発表。番組初期。
- MJ学園

スタジオに教室風のセットを組み、Perfumeと青井が講師となり音楽等に関する授業を展開。AKB48などが生徒役で出演。
- MJダンス部

Perfumeが講師となり、女性アーティストにダンスを教える。SCANDALらがダンスレクチャーを受講。
- アイドルアンケート

AKB48をはじめとする女性アイドルグループを対象に、テーマごとにアンケートを募集し回答してもらい、ランキング上位5位を番組内で紹介。不定期。
- AKB48の被災地訪問企画

AKB48および系列グループ（SKE48、NMB48、HKT48）のメンバーが『「誰かのために」プロジェクト』の一環として、東日本大震災の被災地を訪問する模様を紹介。2011年5月29日より2013年度まで月1回程度、不定期で放送された。2013年度後期よりBSプレミアムで、グループの冠番組である『AKB48 SHOW!』が開始されたことに伴い、2014年度以降は同番組に譲渡された。本番組の終了後も継続している。

## スペシャル番組
MJでは通常のレギュラー版以外にも、年数本程度で趣向を凝らした特集番組を放送している。以下はその主例。
またMJとしての特集以外にもスピンオフとして、アーティスト密着特集や『○○うた』と題した年数本単位による特番も放送している。

### ネオ・ビジュアル系の宴
ネオ・ビジュアル系と呼ばれる若手バンドがNHKホールに集結しライブパフォーマンスを行う特別編として年1回開催される。基本的にはMJの特別編として、2007年から2008年まで『ネオ・ビジュアル系 真夏の宴（西暦）』と題して毎年夏季、8月末に放送してきたが、2009年は放送されなかったものの2010年春に4月18日に『ネオ・ビジュアル系 春爛漫の宴2010』と題して放送された。
また、後日BS2で完全版が放送されている。
第1回「ネオ・ビジュアル系 真夏の宴2007」
2007年8月31日
出演：アリス九號.、the GazettE、シド、jealkb、ナイトメア、Plastic Tree、ムック、メリー 計8組
第2回「ネオ・ビジュアル系 真夏の宴2008」
2008年8月28日
出演：アリス九號.、アンティック-珈琲店-、LM.C、the GazettE、D、ナイトメア、Plastic Tree、ムック
第3回「ネオ・ビジュアル系 春爛漫の宴2010」
2010年4月18日
出演：彩冷える-ayabie-、Alice Nine、Versailles、cali≠gari、girugämesh、シド、Plastic Tree、ムック

### MUSIC JAPAN OVERSEAS
日本国外で活躍するアーティストのスタジオライブ、トーク、世界の最新音楽情報を併せて送る特別編。ナビゲーターは関根麻里が務める。
- 第1回 - 2008年3月21日深夜
- 第2回 - 2008年10月10日 Special Night!!第2部
- 第3回 - 2009年4月17日 深夜0:55〜1:53。出演：ベック、コールドプレイ、サラ・ブライトマン、リリー・アレン、オアシス、U2など。
- 第4回 - 2009年8月28日 深夜1:10〜2:09。

### MUSIC JAPAN 新世紀アニソンSP
アニソン界の第一線で活躍する歌手・声優が出演し、アニソンを歌う。
第1回
2009年8月17日 0:10 - 0:55に放送。8月24日 23:30 - 24:40にはBS2で完全版、10月17日 0:55 - 2:15にはNHK総合で完全版MAXを放送。ナレーションは浪川大輔。
出演：angela、石川智晶、栗林みな実、SCANDAL、茅原実里、HIMEKA、水樹奈々、May'n
第2回
2010年1月10日 23:30 - 0:18に放送。完全版をBS2で2月13日 23:30 - 25:0、総合で3月8日 26:25 - 27:55（3月9日 2:25 - 3:55）に放送。ナレーションは諏訪部順一。
出演：ELISA、Kalafina、JAM Project、中島愛、堀江由衣、水樹奈々、May'n、妖精帝國
第3回
2010年6月7日に収録。2010年8月1日・8日 18:10 - 18:40に放送。完全版はBS2で10月29日 23:00 - 24:45、総合で11月9日 25:00 - （11月10日 1:00 - ）に放送。ナレーションは杉田智和。
出演：angela、GRANRODEO、高橋洋子、田村ゆかり、茅原実里、fripSide、牧野由依、水樹奈々、May'n
第4回
2010年11月22日に収録。2011年1月16日 18:10 - 18:40に放送。完全版はBS2で3月6日 14:00 - 15:30、総合で6月3日 25:13 - 26:43（6月4日 1:13 - 2:43）に放送。ナレーションは小野大輔。
出演：ALI PROJECT、Girls Dead Monster Starring marina・Girls Dead Monster Starring LiSA、工藤真由、JAM Project、ピコ、水樹奈々、May'n

### 紅白スペシャル
毎年12月下旬の放送では「紅白スペシャル」と題して、『NHK紅白歌合戦』の会見および出場アーティストの紹介、その他紅白の見どころなどを紹介する特集を行っていた（以下はその例）。なお、番組後期には放送されない年もあった。
2008年
2008年12月31日（30日深夜） 1:10〜1:57に『MUSIC JAPANスペシャル紅白特別号』と題して、『第59回NHK紅白歌合戦』の出場アーティストを紹介する特番を放送した。
2009年
2009年11月29日 23:40〜24:29（50分に時間を拡大）の枠で『第60回NHK紅白歌合戦』の事前番組として、『MUSIC JAPAN紅白スペシャル』を前半部に（後半部は通常のMUSIC JAPAN）放送。紅白初出場組の紹介と共に、紅白初出場が決定した当番組ナレーターの水樹奈々のその日一日の模様などを紹介した（前半部20分はナレーションをHARRYが担当）。さらに紅白放送3日前の12月28日（27日深夜）24:20〜25:09には『MUSIC JAPAN 紅白直前スペシャル』として、『紅白スペシャル』に新しい映像を加え、放送時間を拡大して放送した。

### MJ presents
MUSIC JAPAN presents Special Night!! （総合）
2008年10月10日 1:05〜3:10に、3部構成で放送された。
- 第1部『チャットモンチー・ドキュメント 夢が夢でなくなる瞬間』
- 第2部『MUSIC JAPAN OVERSEAS』第2弾
- 第3部『ネオ・ビジュアル系 真夏の宴2008』（再放送）

MUSIC JAPAN presents 東方神起スペシャル （総合）
2008年11月30日 15:05〜15:55に、東方神起の特集が放送された。
MJ Presents AKB48 リクエストスペシャル（総合）
2010年11月8日（月曜日） 24:15 - 25:30
MJ presents 密着!Perfume ドーム5万人ライブへの挑戦（総合）
2010年12月30日（木曜日） 24:05 - 24:50
MJ Presents K-POP Special（総合）
2011年9月24日（土曜日） 24:00 - 24:44（9月25日 0:00 - 0:44）に放送。
- 出演：2NE1、RAINBOW、Secret、KARA、2PM 他

MJ presents 東方神起スペシャル2011（総合）
- 2011年10月9日（日曜日） 17:20 - 18:00に放送。

MJ Presents AKB48リクエスト・スペシャル 2011〜神曲祭〜（総合）
- 2011年11月15日（火曜日） 24:15 - 25:30（11月16日 0:15 - 1:30）に放送。

MJ presents KARAスペシャル（総合）
- 2011年11月16日（水曜日） 24:15 - 25:05（11月17日 0:15 - 1:05）に放送。

MJ presents 密着! 水樹奈々ドームライブの作り方（総合）
- 2012年1月20日（金曜日） 25:15 - 26:15（1月21日 1:15 - 2:15）に放送。

MJ presents K-POP Special（総合）
2012年6月15日（金曜日） 25:30 - 26:20（6月16日午前1:30 - 2:20）に放送。
- 出演：2PM、FTISLAND、T-ARA、AFTERSCHOOL、B1A4、2AM 他

MJ presents 前田敦子スペシャル（総合）
- 2012年9月16日（土曜日） 24:10 - 24:40に放送。

MJ presents SKE48 リクエストSPECIAL（総合）
- 2013年9月21日（土曜日） 24:10 - 26:10

MJ presents コブクロ・スペシャル（総合）
- 2012年9月27日（木曜日） 22:55 - 23:25に放送。

MJ presents 水樹奈々 in のど自慢（総合）
- 2012年12月24日（月曜日）（12月25日午前）
- 愛媛県西予市でのNHKのど自慢水樹奈々ゲスト出演に密着。

MJ presents Perfumeドキュメント〜今、世界へ（総合）
- 2012年12月31日（月曜日） 15:05 - 15:48

MUSIC JAPAN presents AKB48 ドキュメント3.11（総合）
- 2013年3月21日（木曜日） 22:55 - 23:25に放送。
- 2013年3月11日、東日本大震災3周年に行われたAKB48の被災地一斉慰問に密着。

MJ presents Perfume×Technology（総合）
- 2013年10月11日（金曜日） 24:10 - 24:55
- Perfumeと映像技術とのコラボレーションの進化を追ったドキュメンタリー。出演：Perfume、真鍋大度

MJ presents 水樹奈々 in ASIA（総合）
- 2013年12月30日（月曜日） 23:10 - 24:00
- 水樹奈々のシンガポール「アニメ・フェスティバル・アジア」ゲスト出演、ライブツアー「LIVE CIRCUS」台湾追加公演に密着。

MJ presents ワン・ダイレクション ストーリー（BSプレミアム）
- 2014年3月4日（火曜日） 23:45 - 0:45

MJ presents NiPPoN RockS（BSプレミアム）
- 日本のロックシーンのトップを走るアーティストを集めたライブフェスティバル型特番。
- Vol.1：2013年11月17日（月曜日） 24:50 - 26:20
  - 司会：ハリー杉山、リアンヌ
  - 出演：［Alexandros］、ゲスの極み乙女。、the telephones、ACIDMAN
  - 収録：2013年10月24日 Zepp DiverCity Tokyo
- Vol.2：2014年8月28日（木曜日） 24:00 - 25:30
  - 司会：ハリー杉山、リアンヌ
  - 出演：WHITE ASH、HAPPY、Charisma.com、クリープハイプ、BOOM BOOM SATELLITES
  - 収録：2014年7月3日 Zepp DiverCity Tokyo
- Vol.3：2014年12月9日（火曜日）
  - 司会：ハリー杉山、リアンヌ
  - 出演：KEYTALK、SEBASTIAN X、tricot、KEMURI
  - 収録：2014年11月14日 Zepp DiverCity Tokyo
- Vol.4：2015年7月20日（月曜日）23:15 - 24:45
  - 司会：橋本奈々未、リアンヌ（レポーター）
  - 出演：大森靖子、SHERBETS、女王蜂、NICO Touches the Walls、BLUE ENCOUNT
  - 収録：2015年7月8日 Zepp Tokyo
- Vol.5：2015年7月27日（月曜日）23:45 - 25:15
  - 司会：橋本奈々未、リアンヌ（レポーター）
  - 出演：THE ORAL CIGARETTES、神聖かまってちゃん、DAOKO、POLYSICS、RIZE
  - 収録：2015年7月9日 Zepp Tokyo

MJ Presents Perfume 10th Anniversary （総合）
- 2015年10月11日（日曜日） 24:05 - 25:20
- Perfumeデビュー10周年を記念した特番。MCはハリセンボンが務めた。

MJ presents 祝15周年! 水樹奈々77分生放送スペシャル!（BSプレミアム）
- 2015年12月5日（土曜日） 24:45 - 26:02
- 水樹奈々歌手デビュー15周年を記念し歌手メジャーデビュー記念日に行われた生放送特番。
- 出演：水樹奈々 司会：吉田一貴 ゲスト：井上喜久子、沢城みゆき、奥井雅美、宮野真守 きき手：鷲崎健
- 12月5日 22:53 - 23:00にはBSプレミアムにて事前番組「もうすぐ!水樹奈々 生放送スペシャル」を放送、2016年2月7日 15:00 - 16:30には完全版を放送。

MJ presents いきものがかりの10年がかり（総合）
- 2016年3月20日（日曜日） 24:05 - 25:20
- いきものがかりのデビュー10周年を記念して、生放送でメンバーとともに10年の軌跡を紹介。進行は青井アナが務めた。

MJ presents チャットモンチー 徳島こなそんフェス〜10周年おめでとう〜（総合）
- 2016年3月27日（日曜日） 24:05 - 24:49
- チャットモンチーが出身地である徳島県で行った10周年記念ライブ 「チャットモンチーのこなそんフェス」 の模様に密着、メンバーと親交のあるアーティストらのコメントなども紹介。ナレーションは近藤春菜（ハリセンボン）が担当。

MJ presents BABYMETAL革命〜少女たちは世界と戦う〜（総合）
- 2016年4月3日（日曜日） 24:05 - 24:45
- アイドルとメタルロックの融合、BABYMETALの魅力を紹介。インタビュアーをマーティ・フリードマンが、ナレーションを冠徹弥がそれぞれ担当。
- この回は「MJ SPECIAL NIGHT」（最終回SP）第1部として放送された[注 42]。

### その他のスペシャル番組
MUSIC JAPAN SUMMER EXTRA
2008年8月6日に「EYESスペシャル」第1部として放送された（24:10〜25:00）。番組では2008年上半期のヒット曲の紹介のほか、キマグレンの海の家を訪問などを放送した。
- 出演：キマグレン、℃-ute、高見沢俊彦、東方神起、徳永英明、PUFFY、Perfume、平川地一丁目、FIRE BALL、BREAKERZ、Mr.Children、みつき

MUSIC JAPAN Xmasラブソングスペシャル
放送時間を1時間に拡大し、2009年12月20日 23:40 - 24:40に放送（12月28日 25:09 - 26:07に再放送）。
- 出演：AI、大塚愛、エリック・マーティン、HY、レミオロメン、May'n、東方神起

MUSIC JAPAN AKB48リクエストスペシャル
2010年11月8日 24:15 - 25:28に、AKB48のNHK音楽番組（紅白歌合戦、POP JAM、本番組等）全出演から厳選したスペシャルを放送。メジャーデビュー前に出演した『POP JAM』や、MJ初期のころからのAKB48が披露した23曲の映像のほか、ボーナストラック1曲と特典映像を追加して放送された。なお、同番組終了後には姉妹グループのSKE48が出演した『サタテン』（名古屋放送局制作、中部7県のみ放送）が初めて全国で放送された。
MUSIC JAPAN SPECIAL 2011 春まつり
2011年4月2日（土曜日） 23:40 - 24:53（4月3日午前0:53）に放送（東北地方は5月8日深夜（9日未明） 0:10 - 1:23）。
2011年3月7日、NHKホールにて収録。
- 出演：AKB48、SKE48、海援隊、西野カナ、FUNKY MONKEY BABYS、ポルノグラフィティ、Perfume、水樹奈々

MUSIC JAPAN ANNEX
2011年7月22日（金曜日） 25:05 - 25:59（7月23日 1:05 - 1:59）に放送。
MUSIC JAPAN ANNEX 2012
2012年3月23日（金曜日） 26:10 - 26:59に『MUSIC JAPAN ANNEX 2012 〜注目ミュージシャン10組集合〜』と題して放送。
- MC：フットボールアワー
- 出演：SCANDAL、back number、SuG、Rake、ねごと、SPYAIR、家入レオ、南波志帆、Ms.OOJA、B.B.かまってちゃん（B.B.クィーンズ・神聖かまってちゃん）

MUSIC JAPAN ANNEX 2012夏
2012年8月24日（金曜日）25:45 - 26:44に放送
- MC：ヒャダイン、南波志帆
- 出演：androp、A-JAX、小林太郎、シシド・カフカ、私立恵比寿中学、SCANDAL、7!!、Tokyo Cheer2 Party、南波志帆、BUCK-TICK、back number、Base Ball Bear、Hemenway、BOYFRIEND、miwa、Rake

MUSIC JAPAN ANNEX 2013
2013年5月6日（月曜日・振休） 24:10 - 24:40に放送。
- MC：ヒャダイン、栗山千明、Perfume、吉田一貴
- AKB被災地訪問・出演：AKB48（柏木由紀、河西智美（当時）、加藤玲奈、名取稚菜、山内鈴蘭、石田晴香）[注 44]
- 注目アーティスト紹介企画&ライブ・出演：ヒャダイン、栗山千明、Silent Siren、LinQ、Hemenway、小南泰葉、Cheeky Parade、MY NAME

MUSIC JAPAN ANNEX 2013夏
2013年7月15日（月曜日・海の日） 24:40 - 25:10に放送。
- MC：Perfume、吉田一貴
- AKB被災地訪問・出演：AKB48（川栄李奈（当時）、岩佐美咲、大場美奈、菊地あやか、田野優花、北原里英）[注 45]
- 注目アーティスト紹介企画&ライブ・出演：福原美穂、JAY'ED、チームしゃちほこ、横山ルリカ、在日ファンク、BABYMETAL、赤い公園、FTISLAND

### ラジオ放送
MUSIC JAPAN Presents RADIO
2010年8月にFMで放送された本番組のスピンオフラジオ番組。放送時間は21:30 - 23:00。
- 第1回（2010年8月1日） - Perfume
- 第2回（2010年8月22日） - 水樹奈々